# 潘多
潘多（藏語：ཕན་ཐོགས་，威利转写：phan-thogs，1939年—2014年3月31日），藏族，西藏昌都江達人，中國女子登山運動員，世界上首位从北坡登顶珠穆朗玛峰的女性。

## 生平
潘多早年亡父，随同母亲往来喜马拉雅山区经商，练就了良好的登山技术，1958年其母亦去世，潘多成为了一名农场工人，不久被选入西藏登山队，次年进入中国国家登山队。1959年，潘多随队登顶7546米的慕士塔格峰，1961年又登顶7595米的公格尔九别峰，成为当时世界女子登高第一人。1963年，潘多同来自无锡的登山队员邓嘉善结婚。1975年相关部门组织珠峰登山队。同年5月27日，18人分为两个梯队，进行第三次冲顶。潘多在第二梯队。14时30分，潘多等九人成功登顶珠穆朗玛峰，被称为珠峰九勇士。
退出登山队后，潘多随夫回到无锡定居，任无锡市体育局副局长直到退休。2014年3月31日，潘多在无锡医院因糖尿病并发症医治无效去世，享年75岁。